# Sinop Futebol Clube
El Sinop Futebol Clube (abreviado Sinop FC) es un club de fútbol basado en la ciudad brasileña de Sinop en el estado de Mato Grosso. Su mayor revelación fue el hoy ya retirado portero Rogério Ceni, que desde 1990 hasta su retiro jugó el resto de su carrera en el São Paulo FC.

## Títulos
- Campeonato Matogrossense (3): 1990, 1998, 1999.

## Estadio
Su estadio local es el Estádio Municipal Gigante do Norte, con una capacidad de 25.000 espectadores.

## Jugadores actuales
{{Jugador de Futbol|no=|nat=URU|pos=POR|name=Sergio Miguel Auirregaray de los Amoresantos

## Jugadores famosos
El jugador del São Paulo Futebol Clube, Rogério Ceni comenzó en este club en 1987 y Bujica jugó en 1998.

## Mascota
La mascota del club es un gallo.